# Ту-Бюттс (Колорадо)
Ту-Бюттс (англ. Two Buttes) — місто (англ. town) в США, в окрузі Бака штату Колорадо. Населення — 34 особи (2020).

## Географія
Ту-Бюттс розташований за координатами 37°33′38″ пн. ш. 102°23′48″ зх. д. / 37.56056° пн. ш. 102.39667° зх. д. (37.560664, -102.396556).  За даними Бюро перепису населення США в 2010 році місто мало площу 0,64 км², уся площа — суходіл.

### Клімат
| Клімат : Ту-Бюттс     | Клімат : Ту-Бюттс | Клімат : Ту-Бюттс | Клімат : Ту-Бюттс | Клімат : Ту-Бюттс | Клімат : Ту-Бюттс | Клімат : Ту-Бюттс | Клімат : Ту-Бюттс | Клімат : Ту-Бюттс | Клімат : Ту-Бюттс | Клімат : Ту-Бюттс | Клімат : Ту-Бюттс | Клімат : Ту-Бюттс | Клімат : Ту-Бюттс |
| Показник              | Січ.              | Лют.              | Бер.              | Квіт.             | Трав.             | Черв.             | Лип.              | Серп.             | Вер.              | Жовт.             | Лист.             | Груд.             | Рік               |
| Середній максимум, °C | 7,8               | 10,0              | 14,4              | 20,0              | 26,1              | 32,8              | 40,0              | 32,8              | 28,3              | 22,2              | 13,9              | 8,9               | 20,6              |
| Середній мінімум, °C  | −8,9              | −6,7              | −3,3              | 2,2               | 7,8               | 13,3              | 16,7              | 15,6              | 10,6              | 3,9               | −3,3              | −7,2              | 3,3               |
| Норма опадів, мм      | 8                 | 10                | 20                | 33                | 56                | 58                | 51                | 46                | 30                | 20                | 13                | 10                | 353               |
| --------------------- | ----------------- | ----------------- | ----------------- | ----------------- | ----------------- | ----------------- | ----------------- | ----------------- | ----------------- | ----------------- | ----------------- | ----------------- | ----------------- |
| Джерело: Weatherbase  |                   |                   |                   |                   |                   |                   |                   |                   |                   |                   |                   |                   |                   |

## Демографія
Згідно з переписом 2010 року, у місті мешкали 43 особи в 26 домогосподарствах у складі 14 родин. Густота населення становила 67 осіб/км².  Було 37 помешкань (58/км²).
Расовий склад населення:
| - 100,0 % — білих |

До двох чи більше рас належало 0,0 %. Частка іспаномовних становила 7,0 % від усіх жителів.
За віковим діапазоном населення розподілялося таким чином: 0,0 % — особи молодші 18 років, 62,8 % — особи у віці 18—64 років, 37,2 % — особи у віці 65 років та старші. Медіана віку мешканця становила 60,8 року. На 100 осіб жіночої статі у місті припадало 138,9 чоловіків;  на 100 жінок у віці від 18 років та старших — 138,9 чоловіків також старших 18 років.
За межею бідності перебувало 52,4 % осіб, у тому числі 81,8 % дітей у віці до 18 років та 0,0 % осіб у віці 65 років та старших.
Цивільне працевлаштоване населення становило 34 особи. Основні галузі зайнятості: сільське господарство, лісництво, риболовля — 41,2 %, освіта, охорона здоров'я та соціальна допомога — 35,3 %, роздрібна торгівля — 5,9 %, мистецтво, розваги та відпочинок — 5,9 %.